# Prionostemma crosbyi
Prionostemma crosbyi is een hooiwagen uit de familie Sclerosomatidae.